# Amphirosellinia tennesseensis
Amphirosellinia tennesseensis är en svampart som beskrevs av Lar.N. Vassiljeva, J.D. Rogers, Y.M. Ju & H.M. Hsieh 2004. Amphirosellinia tennesseensis ingår i släktet Amphirosellinia och familjen kolkärnsvampar.   Inga underarter finns listade i Catalogue of Life.